# Slamdjävul
Slamdjävul (Cryptobranchus alleganiensis) är ett stjärtgroddjur inom familjen jättesalamandrar och det tredje största stjärtgroddjuret i världen, efter kinesisk jättesalamander och japansk jättesalamander. Den lever (i motsats till sitt svenska namn) i klara, grunda strömmande vatten med stenig botten och god tillgång på syre. Till skillnad från de flesta andra salamandrar, men i likhet med till exempel grodor, har slamdjävulen yttre befruktning.

## Utbredning
Arten återfinns naturligt enbart i de östra delarna av USA, från södra New York ner till de nordligaste delarna av Alabama och Georgia. Arten är indelad i två underarter: C. a. alleganiensis och C. a. bishopi, där den förra framförallt finns i östra–centrala Missouri och den senare, som framförallt känns igen på ett mer fläckigt utseende, på gränsen mellan sydöstra Missuori och Arkansas.

## Utseende
Det finns ingen könsdimorfism hos slamdjävul, så hanar och honor ser i stort sett likadana ut. Arten blir som vuxen mellan 30 och 74 cm lång och väger 1,5–5,5 kg. Den är något tillplattad, har små grå ögon utan ögonlock och ett gulbrunt–olivgrönt skinn. Den är väl kamouflerad mot botten, särskilt på hösten när de är mer dagaktiva. Det är då svårt att se dem mot alla gula löv som fallit ner i vattendraget.
Slamdjävulen andas både med lungor och genom huden, vilket gör att den inte behöver komma upp till ytan och andas. Som yngel andas den med gälar, som faller av efter cirka 18 månader. Dess vetenskapliga namn Cryptobranchus betyder "gömda gälar", men det är missvisande, eftersom ynglen har tydliga gälar och de vuxna salamandrarna inga alls.

## Ekologi
Slamdjävulen är huvudsakligen nattaktiv och bor under stenar, helst i forsar eller andra strömmande vatten. Ibland kommer de upp på land, men håller sig då nära stranden.
Under parningssäsongen på hösten gör hanen ett rede under en sten och väntar på en romstinn hona. När honan kommer förbi kommer hanen ut och föser in henne under stenen och släpper inte ut henne förrän hon har lagt rommen. Honan lägger vanligen sina romkorn, vilka är förbundna med varandra av en trådliknande struktur, i två strängar på botten och hanen sprutar därefter sädesvätska över dem. Hanen vaggar fram och tillbaka och böjer upp och ner på bakbenen för att få en jämn fördelning av sädesvätskan över äggen. Det kan ta två till tre dagar för honan att lägga alla ägg, som vanligen uppgår till 150–400 stycken. Hanen jagar sedan bort honan för att därefter vakta och syresätta äggen i 45–75 dagar. Ibland försöker han få in fler honor i boet efter den första parningen och därigenom få fler ägg att befrukta. Man har som mest uppmätt 1 946 ägg i ett bo. Ynglen är cirka 2,5 cm långa när de kläcks och har en gulesäck de första månaderna, som förser dem med näring.
Slamdjävulen blir cirka 25–30 år i naturen, i fångenskap har ett exemplar blivit 55 år. Den äter huvudsakligen kräftor, men även mindre fiskar, grodor, yngel och andra slamdjävlar. Den rör sig på natten för att söka föda och vandrar vanligen en sträcka på 9–18 meter, för att sedan återvända till sin sten. Hanar har ett större revir än honor och rör sig därför längre än dessa.
Artens naturliga fiender är större fiskar, sköldpaddor och vattenlevande ormar.
Slamdjävulen var förr relativt vanlig, men har minskat drastiskt i antal. Detta beror framförallt på att dess habitat förstörs av bottenutjämning, försiltning och utsläpp av giftiga ämnen. Arten är beroende av att det finns ett stort urval av stenar på botten, eftersom de i olika livsstadier och även på grund av olika storlek som adulter, behöver olika stora stenar att gömma sig under.

### Fotnoter
1. ↑  IUCN 2009. 2009 IUCN Red List of Threatened Species – Cryptobranchus alleganiensis. (Geoffrey Hammerson, Christopher Phillips 2004. Cryptobranchus alleganiensis. In: IUCN 2009. IUCN Red List of Threatened Species. Version 2009.1. <iucnredlist.org Arkiverad 27 juni 2014 hämtat från the Wayback Machine.>). Hämtdatum: 23 maj 2009.
2. ↑  Mattison, sid. 23